# Anzelm z Besate
Anzelm z Besate (inaczej: Anzelm Perypatetyk; ur. ok. 1000, zm. ok. 1070) – filozof średniowieczny.
Nauki pobierał u Dragona z Parmy. Po opuszczeniu Włoch podróżował po Francji i osiadł w Niemczech na dworze Henryka III. Ok. 1050 napisał dzieło Rhetorimachia. Nauczał retoryki.
W orbicie jego zainteresowań leżała umiejętność prowadzenia polemik. Analizował także argumenty sprzeczne. Traktował logikę jako dyscyplinę niezależną, stąd jest uznawany za przedstawiciela racjonalizmu w podejściu do teologii.
Fundament jego poglądów stanowiły dokonania logiczne Arystotelesa. Anzelm uważał, że prawdy wiary można wyjaśnić rozumowo.